# 圣家圣殿 (洛雷托)

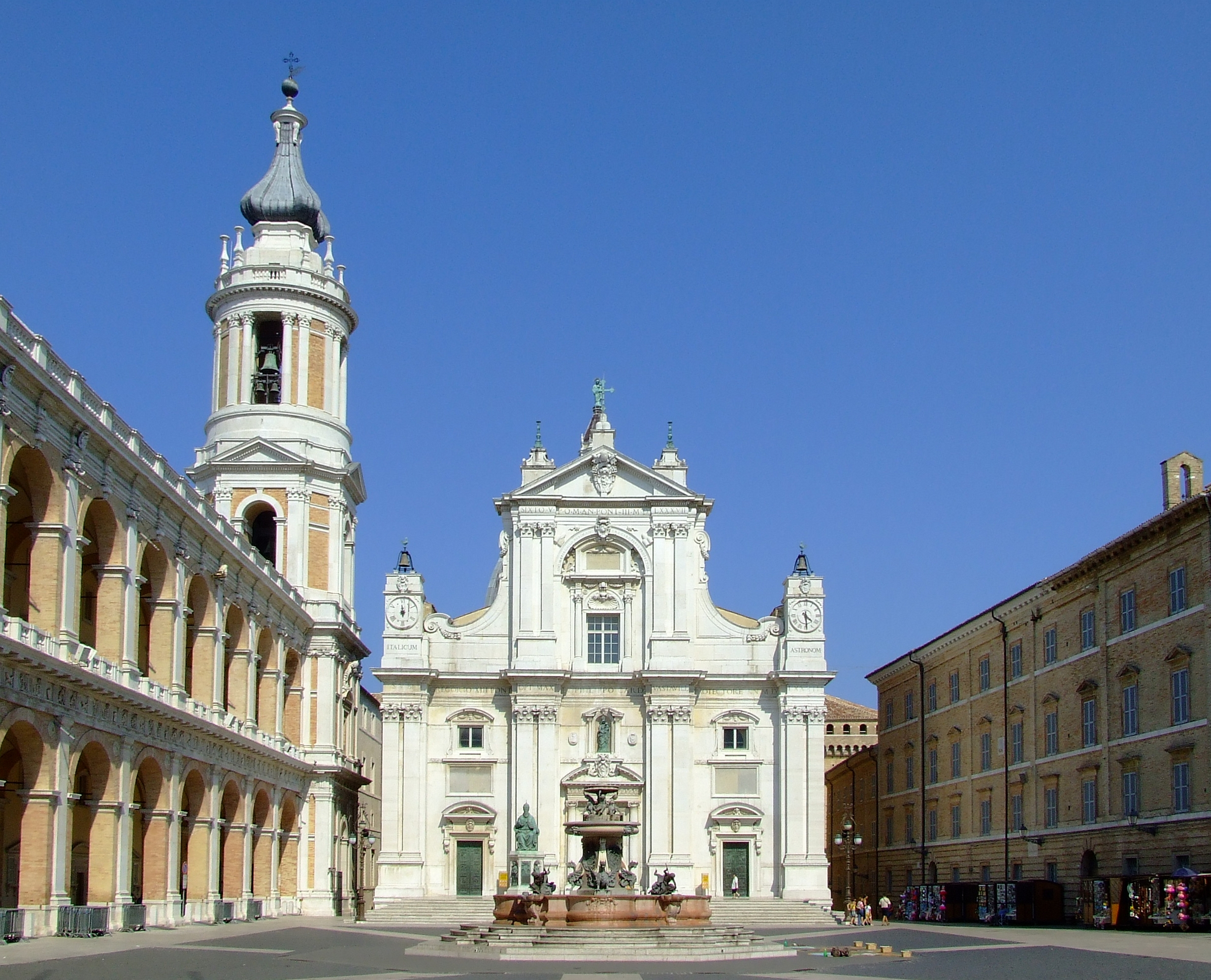
立面

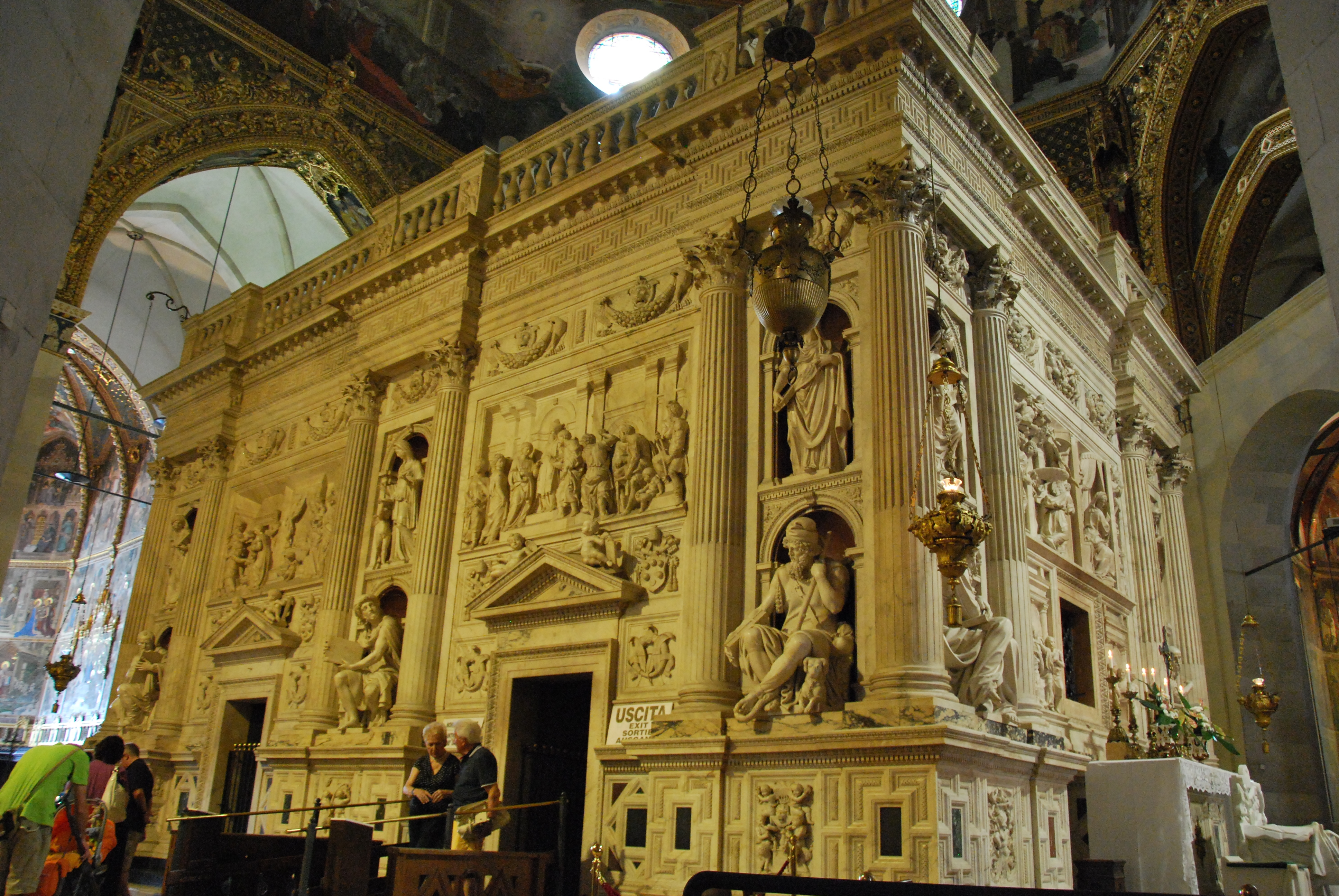
圣家

圣家圣殿（義大利語：Basilica della Santa Casa）是一个天主教朝圣地，位于意大利马尔凯大区洛雷托，传说堂内的房屋为圣母玛利亚所居住。